# Fernando Medina (político)
Fernando Medina Maciel Almeida Correa (Oporto, 10 de marzo de 1973) es un economista y político portugués. Fue alcalde de Lisboa tras la dimisión de António Costa el 6 de abril de 2015.

## Biografía
Licenciado en Economía, fue presidente de la Asociación de Estudiantes de la Facultad de Economía de Oporto y, poco después, presidente de la Federación Académica de Oporto. Asimismo, realizó en el Instituto Superior de Economía y Gestión, el máster en Sociología Económica.
Se acercó al Partido Socialista (PS) durante la época de los Estados Generales para una Nueva Mayoría, iniciativa de António Guterres, en 1995. Posteriormente, tras la victoria de Guterres en las legislativas del mismo año, participó en el Consejo Nacional de Educación. Inició su vida profesional en 1998, como técnico en un instituto del Ministerio del Trabajo, hasta que el ministro Eduardo Marçal Grilo lo llamó como consultor del Grupo de Trabajo del Ministerio de Educación en la Presidencia Portuguesa de la Unión Europea, en 1999. Un año después, comenzó a trabajar en el gabinete de António Guterres. Primero como asesor para las áreas de Educación y de Ciencia, después en Economía, hasta la salida del primer ministro y líder socialista, en 2002. En 2003 ingresó como economista en la Agencia para la Inversión y el Comercio Exterior de Portugal.
En 2005, con el regreso del PS al gobierno, José Sócrates lo nombró secretario de Estado de Empleo y Formación Profesional, siendo ministro de Trabajo José Vieira de Silva. Contrariando expectativas que, dentro y fuera del PS le proyectaban para un cargo ministerial tras las elecciones legislativas de 2009, Medina asumió la Secretaría de Estado de Industria y Desarrollo, donde se dedicó a la reforma de la Seguridad Social, a las alteraciones al Código del Trabajo y al salario mínimo nacional y a la coordinación del programa Nuevas Oportunidades.
Elegido diputado de la Asamblea de la República en las elecciones de 2011, en las listas del PS de Sócrates, fue vicepresidente del grupo parlamentario del PS, siendo líder de la bancada Carlos Zorrinho. Durante ese periodo integró la Comisión de Acompañamiento de la Troika, representando la oposición socialista junto al ministro de las Finanzas Vítor Gaspar.
En 2013, el entonces alcalde de Lisboa, António Costa, incluyó a Fernando Medina como número dos en la lista para el ayuntamiento de la capital, invitación que fue interpretada como una señal de que el alcalde no acabaría el mandato y asegurando que el gobierno de Lisboa continuaría en mano socialistas (ya que el hasta entonces número dos, Manuel Salgado no era militante del PS). Al aceptar la invitación, manifestó su alejamiento con respecto al líder de su partido, António José Seguro y al líder de la bancada parlamentaria, Carlos Zorrinho. Asumió la alcaldía de Lisboa el 6 de abril de 2015.
Su política urbanística ha sido cuestionada por otros partidos de izquierda, como el Partido Comunista Portugués, según el cual Fernando Medina es rel maestro de obras de una estrategia de ordenación urbana neoliberal cuyo único objetivo es convertir a Lisboa en un terreno fértil para las inversiones financieras".
En junio de 2021, Medina se enfrentó a exigencias para su renunciar como resultado de la decisión de su gestión en enero de 2021 de compartir la información personal de al menos tres disidentes rusos radicados en Lisboa con autoridades rusas. Medina respondió descartando su renuncia y en cambio disculpándose por lo que describió originalmente como un "error burocrático". Posteriormente, autoridades municipales admitieron que desde 2011 la alcaldía de Lisboa había compartido regularmente la información personl de activistas de derechos humanos, incluyendo nombres, números de identificación, direcciones de residencia y números de teléfono con varios regímenes represivos, incluyendo Angola, China y Venezuela. El presidente de Portugal Marcelo Rebelo de Sousa describió la práctica como "profundamente lamentable", y declaró que todos merecían que sus derechos fundamentales fuesen respetados en un país democrático.